# آوارهای قفقازی

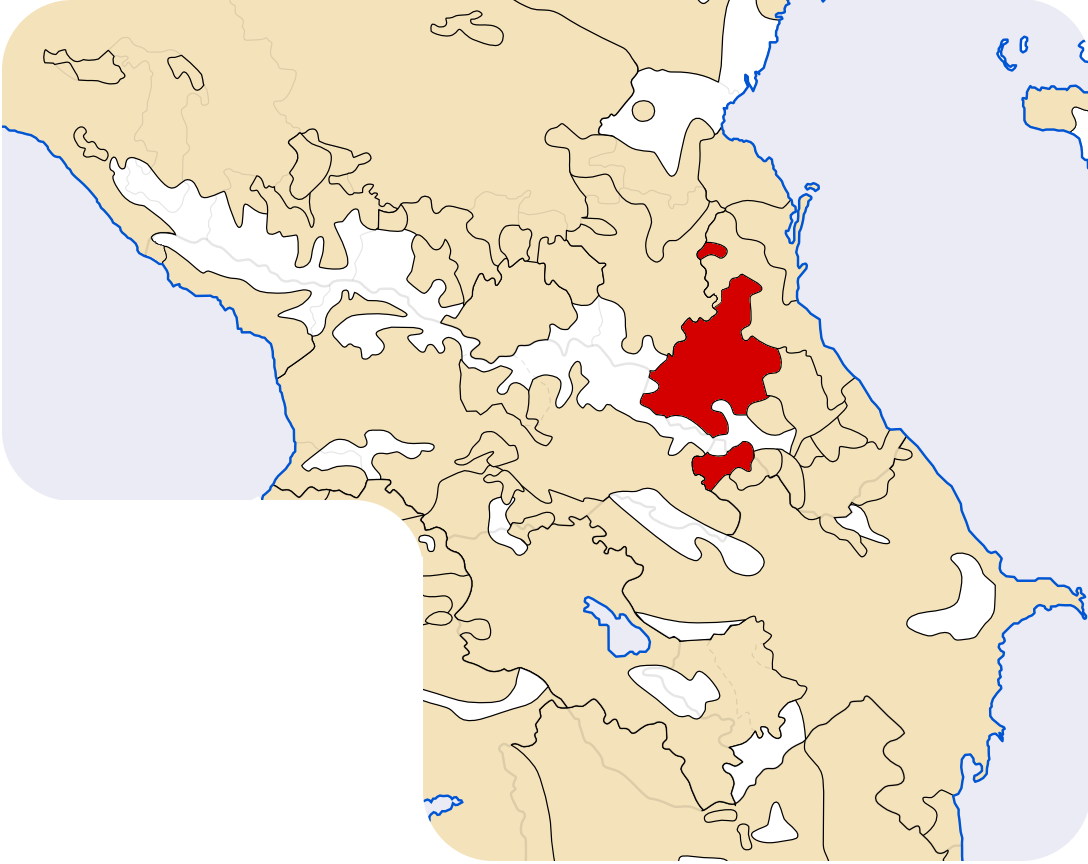
سکونتگاه اصلی آوارها در داغستان
پراکندگی زبان‌های آندو-آوارو-دیدوئی

آوارهای قفقازی یکی از قوم‌های بومی قفقاز هستند که سکونتگاه تاریخی آنان کوهستان‌های داغستان است و یکی از پرجمعیت‌ترین قوم‌های کنونی داغستان هستند.

## جمعیت و سکونتگاه
آوارها در بخش بزرگی از کوهستان‌های داغستان و تا اندازه‌ای در جلگه‌های بویناکسک، خاساویورت، و قزل‌یورت زندگی می‌کنند. آوارها علاوه بر داغستان در چچن، قالموقستان و دیگر مناطق فدراسیون روسیه نیز زندگی می‌کنند و جمعیت آن‌ها به ۹۹۹٬۸۰۰ نفر می‌رسد. سکونتگاه اصلی آوارها در داغستان حوزهٔ رودخانهٔ آوار کویسو، آندی کویسو و قره کویسو است. بنا بر آمار سال ۲۰۰۲، ۲۸٪ آوارها در کوهستان‌ها زندگی می‌کنند.
آوارها همچنین در آذربایجان بیشتر در شهرستان بالاکن و شهرستان زاقاتالا زندگی می‌کنند که بنا بر آمار سال ۱۹۹۹ جمعیت آن‌ها در آذربایجان به ۴۹٬۸۰۰ نفر می‌رسیده‌است.
برآورد جمعیت آوارها در خارج از فدراسیون روسیه مشکل است، زیرا در کشورهای دیگر به دلایل سیاسی و دیگر دلایل آمارگیری ملیت‌ها انجام نمی‌گیرد. از این رو اعداد و ارقامی که در منابع گوناگون دربارهٔ جمعیت آن‌ها در خارج از فدراسیون روسیه یافت می‌شود کاملاً تخمینی است، به ویژه در جمهوری ترکیه. بنا بر گفته‌های خاورشناس داغستانی آ.ام. محمدادایف "در دههٔ بیستم از سدهٔ بیستم در ترکیه بیش از ۳۰ دهکده وجود داشته که قومیت ساکنان آن‌ها داغستانی بوده‌است و دو سوم جمعیت این داغستانی‌ها آوارها بوده‌اند و با محاسبه ساکنان قدیمی، ساکنان داغستانی در این کشور در حال حاضر بیشتر از ۸۰ هزار نفر نیستند و به وسیلهٔ محاسبات ساده جمعیت آوارها در حال حاضر در جمهوری ترکیه دست کم ۵۳ هزار نفر می‌باشد.
بنا بر آمار سال ۲۰۱۱ جمعیت داغستانی‌های ترکیه به ۲۰۰ هزار نفر می‌رسید که از این تعداد فقط ۲۰۰۰۰ نفرشان به زبان والدین خود مسلط بوده‌اند. به این ترتیب پرجمعیت‌ترین پراکندگی آوارها در خارج از مرزهای اتحاد شوروی پیشین و به ویژه خارج از فدراسیون روسیه در ترکیه است.
علاوه بر ترکیه در سوریه و اردن نیز جامعهٔ کوچکی از آوارها وجود دارد که به خاطر کوچک بودن این جامعه زیر نفوذ فرهنگی جامعهٔ عرب زبان قرار دارد.
امیرخان محمدادایف در کتاب دوجلدی خود "مهاجرت داغستانی‌ها به امپراتوری عثمانی" می‌نویسد: "مهاجران شمالی قفقاز به ویژه داغستان در ترکیه نقش مهمی را در زندگی اقتصادی، اجتماعی، سیاسی و قومی ترکیه ایفا کرده و می‌کنند… برای نمونه وزیر امنیت ملی در کابینهٔ تانسو چیلر مهمت گلخان از نوادگان مهاجران کولتسمایی است و همچنین عبدالحلیم منتش فرماندهٔ هنگی که کودتای سال ۱۹۶۰ را در ترکیه سرکوب کرد را می‌توان نام برد.

### مناطق محل سکونت آوارها در داغستان
- آخواخ
- بژتین
- بتلیخ
- گرگبیل
- گومبت
- گونیب
- قازبگی
- تلیاراتین
- اونسکول
- خونزاخ
- تسومادا
- تسونتین
- چارادا
- شامیل

## زبان
زبان آواری از گروه زبان‌های ناخوداغستانی است که این گروه خود زیرشاخهٔ زبان‌های قفقازی شمالی می‌باشد و به دو لهجهٔ جنوبی و شمالی تقسیم می‌شود.

## دین
اکثریت مطلق دین باوران آواری مسلمان و از مذهب سنی شافعی هستند، ولی آن گونه که در منابع بسیاری نوشته شده است، دولت آوارها یعنی سریر (سدهٔ ششم تا دوازدهم) قبلاً مسیحی (ارتودکس شرقی) بوده‌است. در کوهستان‌های سرزمین آوارها تاکنون چندین ویرانهٔ کلیسا و نمازخانهٔ مسیحیان یافت شده‌است. مشهورترین این بناها کلیسایی در نزدیکی دهکدهٔ داتون در منطقهٔ شامیل است که مربوط به سدهٔ دهم میلادی می‌شود. در نزدیکی دهکده‌های اورادا، تیدیب، خونزاخ، گالا، تیندی، کوانادا، روگوجا، و آرامگاه‌های باستانی مسیحیان مربوط به سدهٔ هشتم تا دهم کشف شده‌است. در میانهٔ سده هفتم دین اسلام در نخستین گام‌هایش به درون سرزمین داغستان در منطقهٔ دربند آرام آرام و غیرسیستماتیک نفوذ خود را گسترش می‌داد و منطقه به منطقه به پیش می‌رفت به گونه‌ای که تا سدهٔ پانزدهم دیگر تا دورافتاده‌ترین نقاط داغستان گسترش پیدا کرده بود.
افسانه‌های تاریخی حکایت از بخش کوچکی از آوارها دارد که پیش از نفوذ اسلام یهودی بوده‌اند. در این افسانه از شخصی به نام جهودخان نام برده شده که ادعا می‌شود حاکم آندی بوده‌است. دانشمندان داغستانی این خرده اطلاعات را بازتاب ارتباط طولانی این مردمان با خزرها می‌دانند. در برخی از کنده کاری‌ها گاهی نشان ستارهٔ داوود دیده می‌شود که البته مدرکی دال بر این که این تصویرها را یهودیان کنده کاری کرده‌اند نمی‌باشد.